# Estonsko dramsko gledališče
Estonsko dramsko gledališče (estonsko Eesti Draamateater) je gledališče v estonskem glavnem mestu Talinu. Za državo ima vlogo nacionalnega gledališča. Estonsko gledališče se nahaja izven mestnega središča.

## Zgodovina
Stavba, v kateri je estonsko dramsko gledališče, je bila prvotno zgrajena za nemško gledališče v Talinu in dokončana leta 1910 po načrtih sanktpeterburških arhitektov Nikolaja Vasiljeva in Alekseja Bubirja. Slog je Art Nouveau ali, natančneje, "National Romantic".
Dramsko šolo v estonskem jeziku je ustanovil Paul Sepp, iz česar je leta 1924 nastalo Estonsko dramsko gledališče. Prvotno se je imenovalo gledališče Drama Studio in je najemalo oder nemškega gledališča. Leta 1939 je gledališče zgradbo odkupilo in od takrat v njej domuje. Leta 1937 se je gledališče preimenovalo v Estonsko dramsko gledališče. Med sovjetsko okupacijo se je imenovalo Narodno dramsko gledališče Viktor Kingissepp v Talinu, vendar se je svoje staro ime vrnilo leta 1989, ko je Estonija ponovno postala neodvisna.

## Gledališče
Gledališče danes nosi vlogo estonskega nacionalnega gledališča. Ima tri dvorane, in sicer s po 436, 170 in 70 sedeži. V gledališču uprizarjajo tako klasične predstave kot moderne uprizoritve, vključno z eksperimentalnimi predstavami. Od ustanovitve je Estonsko dramsko gledališče sodelovalo in uprizorilo drame dramatikov, kot so Hugo Raudsepp, August Kitzberg, Eduard Vilde, Anton Hansen Tammsaare, Mats Traat, Jaan Kross in Oskar Luts. V osemdesetih letih je gledališče prevzelo politično vlogo, saj je pisatelje, kot sta Jaan Kruusvall in Rein Saluri, uprizorilo na načine, ki so bili kritični do sovjetske okupacije in so bile naklonjene estonski neodvisnosti.